# 激生!スポーツTODAY
『激生！スポーツTODAY』（げきなま！スポーツトゥデイ、略称：激スポ！）はテレビ東京系列と中京、近畿の一部の独立UHF放送局、並びにBSジャパン（現・BSテレ東）で放送していたスポーツニュース番組。

## 沿革

### 「メガTONスポーツTODAY」時代
1983年4月9日 - プロ野球公式戦開幕に合わせて、元NHKアナウンサーの鈴木文彌の司会で22:30 - 22:50（木曜日は木曜洋画劇場の関係で23:00 - 23:20、週末は22:30 - 22:55）に放送された『メガTONスポーツTODAY〜プロ野球速報〜』（メガトンスポーツトゥデイ プロやきゅうそくほう）として放送を開始（1986年10月以降は『メガTONスポーツTODAY』）。
放送開始当時、NHK総合テレビの『スポーツアワー』が22:45から放送されていたが、それよりも早い時間帯に放送されていたので「日本一速いスポーツニュース」を謳い文句にしていた。しかし、その後、テレビ朝日系で『速報!TVスタジアム』や『ニュースステーション』など、スポーツの速報をこの番組より早く行う全国ネット番組が出現し、この謳い文句は消えている。
なお、東海地方ではテレビ愛知の開局前だったため、岐阜放送がいち早く放送することになった。岐阜放送はそれまで平日最終番組が22:00開始であったが22:50や23:20になるなど、編成全体も大きく変更された。
1983年5月19日、鈴木が病気入院のため降板、元日本テレビアナウンサーの志生野温夫に交代した。その後平日版は1986年10月から23:00 - 23:20（1987年10月から23:30まで拡大）、週末版は1988年4月から23:00 - 23:25にそれぞれ移行。
テレビ東京はこの番組の開始にあたり、制作・技術面を担当する関連会社として「テレビ東京スポーツニュース社」を1983年2月1日に設立した。
オープニングはCGと実写とで制作され、当初はピッチャーをモータードライブで撮影した映像も使われたが、83年10月にテーマミュージック（ヘ長調）のラストを含めマイナーチェンジされ、「プロ野球速報」と題しながらもプロ野球の試合の映像が登場せずフィギュアスケートやアイスホッケー、ラグビー等のウィンタースポーツが登場するものに変更となった。。1984年にテレビ東京スポーツテーマ「Let's try 0012」の使用が開始されると、本番組テーマ音楽もそちらに移行した。
番組スタートの1983年の民放テレビは2時間ドラマや情報番組の台頭で連続ドラマ、連続時代劇、連続アニメのうち最低1本は減りバラエティ番組や情報番組にシフトしていた。またロス五輪が翌年に控え民放でも主要競技が生中継されることもありプロ野球以外の競技にも目を向けたスポーツ情報番組が多くスタートした。同年4月にはこの番組や野村克也がキャスターを務めた『速報!TVスタジアム』（テレビ朝日）、前番組が連続アニメ枠だった『サントリースポーツ天国』(フジテレビ）、同年9月には、前番組が連続時代劇枠だった『サンデースポーツ9』（日本テレビ）もスタートした。TXにおいては同年9月、テレビ愛知の開局で東名阪のネットワーク「メガTONネットワーク」の完成を見越してゴールデンタイム、プライムタイムの生番組や帯番組を数多くスタートさせた。同年4月にはこの番組のほか『TVフォーカス ～NEWSだけがNEWSじゃない～』（土曜 20:00 - 20:54) 、同年10月には平日の20時台では初の帯番組となった『スーパーTV』（月曜 - 金曜 20:00 - 20:54)がそれぞれスタート。そのほか平日の19時台には、フジテレビで放送された『あらいぐまラスカル』を2分割して再放送（月曜 - 金曜 19:00 - 19:15）し『まんがイソップ物語』 (月曜 - 金曜 19:15 - 19:30）も放送した。また、『クイズ地球まるかじり』（水曜 21:00 - 21:54）、『キャプテン翼』（木曜19:30 - 20:00）も同年10月にスタートした。

### 「スポーツTODAY」時代
1990年、平日は『ワールドビジネスサテライト』放送開始が23:00に繰り上がったことに伴い番組は23:50（1994年4月から23:55に変更）スタートとなった。放送枠も40分に拡大し、タイトルも『スポーツTODAYワイド』となった。その後『遊友スポーツTODAY』（ゆうゆう - ）と名乗った時期もあったが、1992年4月より拡大前の『スポーツTODAY』に戻る。
1990年代は山田透（一時「山田くらのすけ」名義での出演）による「生実況」も人気を集めた。この時期は三重テレビ放送が、通常ニュースを含めて同社史上初めて夜のニュース番組を同時ネットしていた。
当時のプロレスブームに乗り、スポーツニュースで無視されがちな格闘技を取り上げ毎週水曜日に格闘技特集コーナー「バトルウィークリー」を編成、当時独占契約のあった新日本プロレス、全日本プロレスを除いたプロレスインディー団体とUWF系、シュートボクシングやキックボクシング等のマイナー格闘技を取り上げていた。

### 「スポーツ10ミニッツ」、「スポーツTODAYワイド」時代
1998年から放送の規模を見直し、平日は23:45 - 23:55に『スポーツ10ミニッツ』（スポーツテンミニッツ）として、週末は従来と同じ23:00スタート（ - 23:45、その後土曜日は23:30 - 0:15に移動）の枠での『スポーツTODAYワイド』として放送された。

### 「激スポ！」、「激生！スポーツTODAY」時代
さらに2001年に週末、1年後の2002年に平日のリニューアルが行われた。
- 平日『激スポ！』（23:55 - 0:09。その後の日替わりエンターテインメント番組と合わせたワイドゾーン「スポパラ」の前半の番組として放送）
- 週末『激生！スポーツTODAY』（土曜日23:45 - 0:25、日曜日23:24 - 24:00）
  - （BSジャパンではスタートした一時期は平日サイマル放送をしていたが、その後は時差放送に変更された）
- 2004年3月28日 - 番組終了、21年間にわたった『スポーツTODAY』のタイトルが幕を引くこととなった。この枠は2004年3月29日以降は『スポ魂（平日）、スポーツ魂（週末）』に移行することになった。その後タイトルや放送時刻、キャスターを変えながら2024年現在、『スポーツ リアライブ』として放送中である。

## 特徴

### プロ野球
いわゆる巨人贔屓が、スポーツTODAYのプロ野球コーナーの特徴であった。プロ野球コーナーでは、基本的には試合結果をダイジェストで放送するものだったが、注目の1試合のみ放送室風の別室で、実況（主に山田透）・解説者付で重点報道していた。しかし、現実には巨人戦以外が放送室で「ONAIR」されることはなかった。2001年3月には、パリーグが先行開幕していたが、パリーグの開幕戦3カードは試合結果と簡潔な映像をダイジェスト版で放送し、ヤクルト対巨人のオープン戦が放送室で「ONAIR」されたこともあった。

## 放送時間の変遷
| 期間      | 期間      | 月 - 金曜日                                                     | 土曜日                 | 日曜日                 |
| --------- | --------- | --------------------------------------------------------------- | ---------------------- | ---------------------- |
| 1983.4.9  | 1986.9    | 22:30 - 22:50（20分、木曜以外） 23:00 - 23:20（同上、木曜のみ） | 22:30 - 22:55（25分）  | 22:30 - 22:55（25分）  |
| 1986.10   | 1987.9.30 | 23:00 - 23:20（20分）                                           | 22:30 - 22:55（25分）  | 22:30 - 22:55（25分）  |
| 1987.10.1 | 1988.3.27 | 23:00 - 23:30（30分）                                           | 22:30 - 22:55（25分）  | 22:30 - 22:55（25分）  |
| 1988.3.28 | 1989.3    | 23:00 - 23:30（30分）                                           | 23:00 - 23:25（25分）  | 23:00 - 23:25（25分）  |
| 1989.4    | 1990.4.1  | 23:00 - 23:30（30分）                                           | 23:00 - 23:30（30分）  | 23:00 - 23:30（30分）  |
| 1990.4.2  | 1994.4.3  | 23:50 - 翌0:30（40分）                                          | 23:00 - 23:30（30分）  | 23:00 - 23:30（30分）  |
| 1994.4.3  | 1998.3.31 | 23:55 - 翌0:35（40分）                                          | 23:00 - 23:30（30分）  | 23:00 - 23:30（30分）  |
| 1998.4.1  | 2000.3.26 | 23:45 - 23:55（10分）                                           | 23:00 - 23:45（45分）  | 23:00 - 23:45（45分）  |
| 2000.3.27 | 2001.3    | 23:45 - 23:55（10分）                                           | 23:30 - 翌0:15（45分） | 23:00 - 23:45（45分）  |
| 2001.4    | 2002.3.31 | 23:45 - 23:55（10分）                                           | 23:30 - 翌0:15（45分） | 22:54 - 23:35（41分）  |
| 2002.4.1  | 2002.9.29 | 23:50 - 翌0:04（14分） ※『スポパラ』に内包。                    | 23:30 - 翌0:15（45分） | 23:24 - 翌0:00（36分） |
| 2002.9.30 | 2003.3.30 | 23:50 - 翌0:04（14分） ※『スポパラ』に内包。                    | 23:40 - 翌0:20（40分） | 23:24 - 翌0:00（36分） |
| 2003.3.31 | 2004.3.28 | 23:55 - 翌0:09（14分） ※『スポパラ』に内包。                    | 23:45 - 翌0:25（40分） | 23:24 - 翌0:00（36分） |

## ネット局

### TXN系列
- テレビ東京（制作局・基幹局）
- テレビ大阪
- テレビ愛知（1983年9月1日の開局から）
- テレビせとうち（1985年10月1日の開局から）
- テレビ北海道（1989年10月1日の開局から、当時の受信可能エリアは札幌・小樽・旭川などの道央地域のみ）
- TXN九州→TVQ九州放送（1991年4月1日の開局から）
- BSジャパン（現・BSテレ東）（2000年12月1日開局から、開局当初の数か月間は地上波と同時放送だったが、その後は時差放送に変更された。これにより系列局のない県でも視聴可能になった。）

### 系列外
- 岐阜放送（前述の通り、番組開始当初からネットしていた）
- 三重テレビ放送（1987年春以降）
- テレビ和歌山
- 奈良テレビ放送
- びわ湖放送（以上、独立UHF局）
- 秋田放送（日本テレビ系列。平日版のみ、朝6:25 - 6:45に前日分を時差放送。）
- 北日本放送（日本テレビ系列。平日版のみ、1985年4月1日から1986年4月4日まで、朝6:25 - 6:45（月曜のみ朝6:20 - 6:45）に前日分を放送[8]。）
- 福井放送（日本テレビ系列。平日版のみ、朝6:25 - 6:45に前日分を時差放送。）

## 末期のキャスター
平日
- 龍田梨恵（当時テレビ東京アナウンサー）月･火曜（ - 2004.3 ）
- 前田真理子（同上）水曜（ - 2004.3 ）
- 櫛山晃美 木曜（ 2004.1 - 3 ）
- 青山みなみ 金曜（同上）
- 村田和美 木・金曜（2002.4 - 2003.12）

週末
- 定岡正二
- 水原恵理（テレビ東京アナウンサー）
- 大橋未歩（同上）
- 駒田徳広（プロ野球解説）
- 浅野哲也（サッカー解説）
- 堀越正巳（ラグビー解説）
- 山田透（激生実況）

## 歴代キャスター
- 鈴木文彌（1983.4.9-）
- 志生野温夫（1983.5.19-、鈴木の後任）
- 板東英二
- 福井豊治[注 4]
- マーティー・キーナート
- 内藤はるみ
- 北嶋興
- 銅谷志朗（相撲コメンテーター）
- ボンバー森尾（Jリーグコーナー担当）
- 山田透（当時・くらのすけ）
- 須志田しのぶ[注 5]
- 朝岡聡
- 簑田浩二
- 金田喜稔（サッカー解説）
- 水沼貴史（サッカー解説）
- 大仁田厚
- 関口郷子
- 鈴木敦子
- 青田昇
- 武上四郎
- ダンカン
- 爆笑問題（競馬予想）
- 藤川京子（競馬予想）
- 川原みなみ（月・火曜日　メインキャスター）

### 以下、当時テレビ東京アナウンサー（契約含む）
- 金子勝彦
- 藤吉次郎
- 久保田光彦
- 土居壮
- 宮和夫
- 山形亜裕子
- 榎田卓央
- 日高充
- 御藤博子
- 四家秀治（1990年度）
- 池谷亨
- 梅津智史
- 赤間裕子
- 横井ひろみ
- 斉藤一也
- 佐々木明子（水・木・土・日曜日　メインキャスター）
- 土川由加（水・木・金曜日　メインキャスター）
- 家森幸子
- 赤平大
- 黒田多加恵（金曜日　メインキャスター）

### 歴代解説者
- 富田勝
- 佐藤道郎（1983年）
- 高橋良昌（1984年 - 1985年）
- 黒江透修（1986年 - 1989年）
- 古沢憲司（1986年 - 1992年）
- 松岡弘（1990年 - 1998年）
- 山崎裕之（1985年 - 1995年）